# Сиријске демократске снаге
Сиријске демократске снаге или скраћено SDF је мултиетнички војни савез подређен Рожави, самопроглашеној територији на северу Сирије. Сиријске демократске снаге представљају секуларну страну у Сиријском рату, а такође су се показали и као ефикасна војска у борби против Исламске Државе због чега су стекли подршку великих сила. Сиријске демократске снаге су у сукобу са терористима Слободне сиријске армије док са снагама сиријске војске веома често сарађују заједно упркос томе што званичне сиријске власти и председник Башар ел Асад не признају Рожаву као легитимну творевину.
Сиријске демократске снаге су проглашене 10. октобра 2015. и окупљају паравојне милиције састављене од различитих етничких група као што су Курди, Арапи, Асирци, Туркмени, Черкези, Чечени и Јермени.